# Krigsfångeläger för sovjetiska krigsfångar i Polen 1919–1924

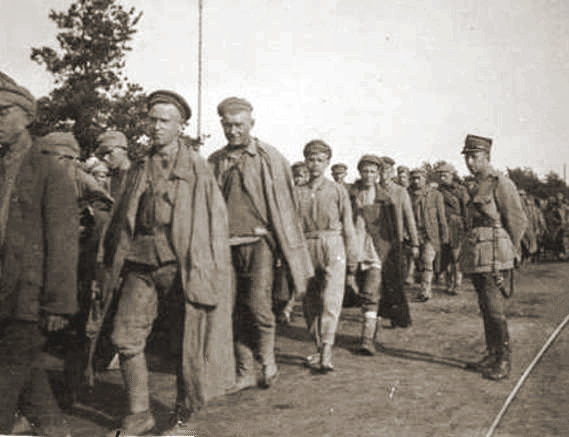
En kolonn bestående av ryska krigsfångar.

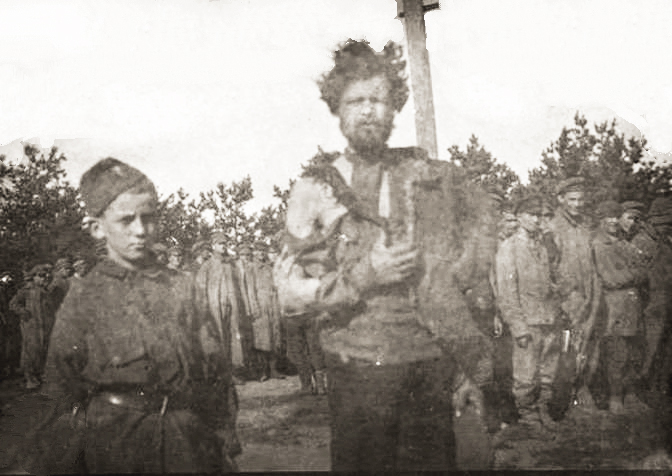
Okänd krigsfånge.

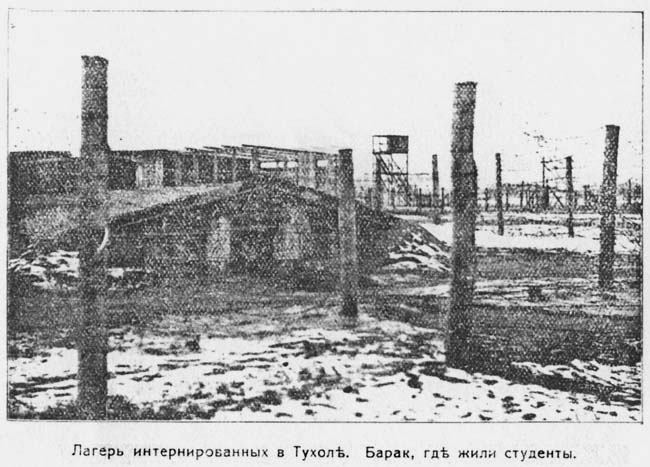
Ett läger för krigsfångar.

Krigsfångeläger för sovjetiska krigsfångar i Polen existerade mellan 1919 och 1924. I de hölls krigsfångar som tillhörde två kategorier:
1. Personal från den kejserliga ryska armén, ryska civilister tillfångatagna av Tyskland under första världskriget.
2. Rysk-ukrainsk-sovjetisk militärpersonal som tagits tillfånga under polsk-sovjetiska kriget 1919–1921.

Mellan 16 000 och 20 000 av totalt 80 000–85 000 sovjetiska krigsfångar dog i lägren i Polen, till följd av de epidemier som härjade under dessa år, och som för fångarnas del förvärrades av usla sanitära förhållanden i de överfyllda lägren.
Under tiden efter Sovjetunionens fall har krigsfånglägren tilldragit sig mer uppmärksamhet i Ryssland. En del ryska historiker och politiker har velat se Katynmassakern 1940 som en hämnd för fånglägren.

## Lägrens historia
Under det polsk-sovjetiska krigets första period, då krigets intensitet ännu inte hade uppnått sitt maximum befann sig relativt få soldater ur Röda armén i polsk fångenskap. I november 1919 fanns i Polen endast 7 096 fångar ur Röda armén. Förutom krigsfångarna fanns i lägren även civila ryska personer som hade internerats i enlighet med beslut fattade av de polska administrativa och militära myndigheterna.
De krigsfångeläger där de sovjetiska krigsfångar förvarades låg i Strzałkowo, Tuchola och Rembertów. Därutöver fanns interneringsläger i Dąbie k/Krakowa, Wadowice, Łańcut, Pikulice k/Przemyśla, Skalmierzyce-Szczypiorno, Kalisz, Aleksandrów Kujawski, Piotrków Trybunalski, Ostrów Łomżyński, Toruń, Rozjany, Płock, Radom, Dorohusk och Poznań. Koncentrationsläger fanns i Białystok, Lviv, Puławy, Volkovysk, Brest-Litovsk och Kowel. Fångutväxlingspunkterna fanns i Baranovitji och Rivne.

### Krigsfånglägret i Strzałkowo
Krigsfånglägret i Strzałkowo var ett polskt läger för sovjetiska krigsfångar under det polsk-sovjetiska kriget 1919-1921. Enligt uppskattningarna av den officiella polsk-ryska kommissionen från 2004 dog 8 000 fångar i lägret, de flesta av dem av olika sjukdomar, men även på grund av undermåliga sanitära förhållanden och hård behandling från lägervakterna.

### Krigsfånglägret i Tuchola
Krigsfångelägret i Tuchola (eller Tucheln, Tuchol) var ett polskt krigsfångeläger i närheten av staden Tuchola. Under polsk-sovjetiska kriget 1919 till 1921 hölls här sovjetiska (mestadels ryska och ukrainska) krigsfångar ur Röda armén, av vilka många dog av svält, infektionssjukdomar och hård behandling från de polska lägervakterna. Antalet omkomna i Tuchola är enligt en officiell polsk-rysk utredning 2 000 personer. Lägret i Tuchola blev tidigt känt i Ryssland som ett "dödsläger".
I december 1920 skrev en representant för det polska Röda korset Natalia Kreutz-Weleczinska:
| ” | Lägret i Tuchola består av jordhålor som man går ner i på trappsteg. På båda sidor finns sängar där fångarna sover. Det saknas halm och filtar. Det finns ingen värme på grund av oregelbundna bränsleleveranser. Det råder brist på kläder i alla avdelningar. Det mest tragiska är förhållandena för de nyanlända, vilka transporterats i ouppvärmda vagnar, utan vederbörlig klädsel, nedkylda, hungriga och trötta... Efter en sådan resa skickas många av dem till sjukhus medan de svagaste dör. | „ |

### Förhållanden i lägren
Mellan 16 000 (polska beräkningar) och 20 000 (ryska beräkningar) fångar avled till följd av missförhållanden, dålig behandling och epidemier, som den spanska influensan. Liknande mortalitet på 17–19 procent rapporterades i tyska och franska fångläger under första världskriget, när olika epidemiska sjukdomar härjade i de överbefolkade lägren. Ett liknande antal polska krigsfångar dog i sovjetiska och litauiska fångläger: cirka 20 000 av 51 000. Omkring 18 000 fångar som befann sig i polsk fångenskap befriades av Semjon Budjonnyjs första kavalleriarmé.
Efter slaget vid Warszawa (fram till 10 september 1920), då omkring 50 000 sovjetiska soldater hamnade i polskt fångenskap, försämrades förhållandena för fångarna i Polen avsevärt. De följande slagen på den polsk–sovjetiska fronten ökade antalet krigsfångar ytterligare.

### Krigsfångar efter kriget
Enligt moderna bedömningar kvarhölls mellan 80 000 och 85 000 sovjetiska soldater i polsk fångenskap efter det att stridshandlingarna hade upphört den 18 oktober 1920. Vid årsskiftet 1920–1921 försämrades de sovjetiska krigsfångarnas sanitära förhållanden ytterligare. Svält och infektionssjukdomar tog dagligen hundratals fångars liv. Vid fångutbytet på hösten 1921 återvände 66 762 sovjetiska krigsfångar av de omkring 110 000 tillfångatagna. och 26 000 polska krigsfångar till sina hemländer. Fångutbytet skedde tack vare den sovjetiska människorättsaktivisten Jekaterina Pesjkovas insatser.